# Journée internationale de la main rouge
La Journée internationale de la main rouge ou Journée internationale contre l'utilisation d'enfants soldats est observée chaque année, le 12 février, depuis 2002 à travers des évènements et des appels aux dirigeants politiques visant à sensibiliser le public envers le sort des enfants soldats, c'est-à-dire les mineurs de moins de 18 ans qui participent à toutes sortes d'organisations militaires. La Journée internationale de la main rouge mobilise des personnes et organismes appelant aux actes de nature à mettre fin à l'emploi d'enfants soldats et à offrir un soutien aux enfants touchés par ce problème. En date du 12 février 2002, est entré en vigueur le Protocole facultatif à la Convention relative aux droits de l'enfant concernant l'implication d'enfants dans les conflits armés, que 159 États membres avaient ratifié en 2015.

## Contexte

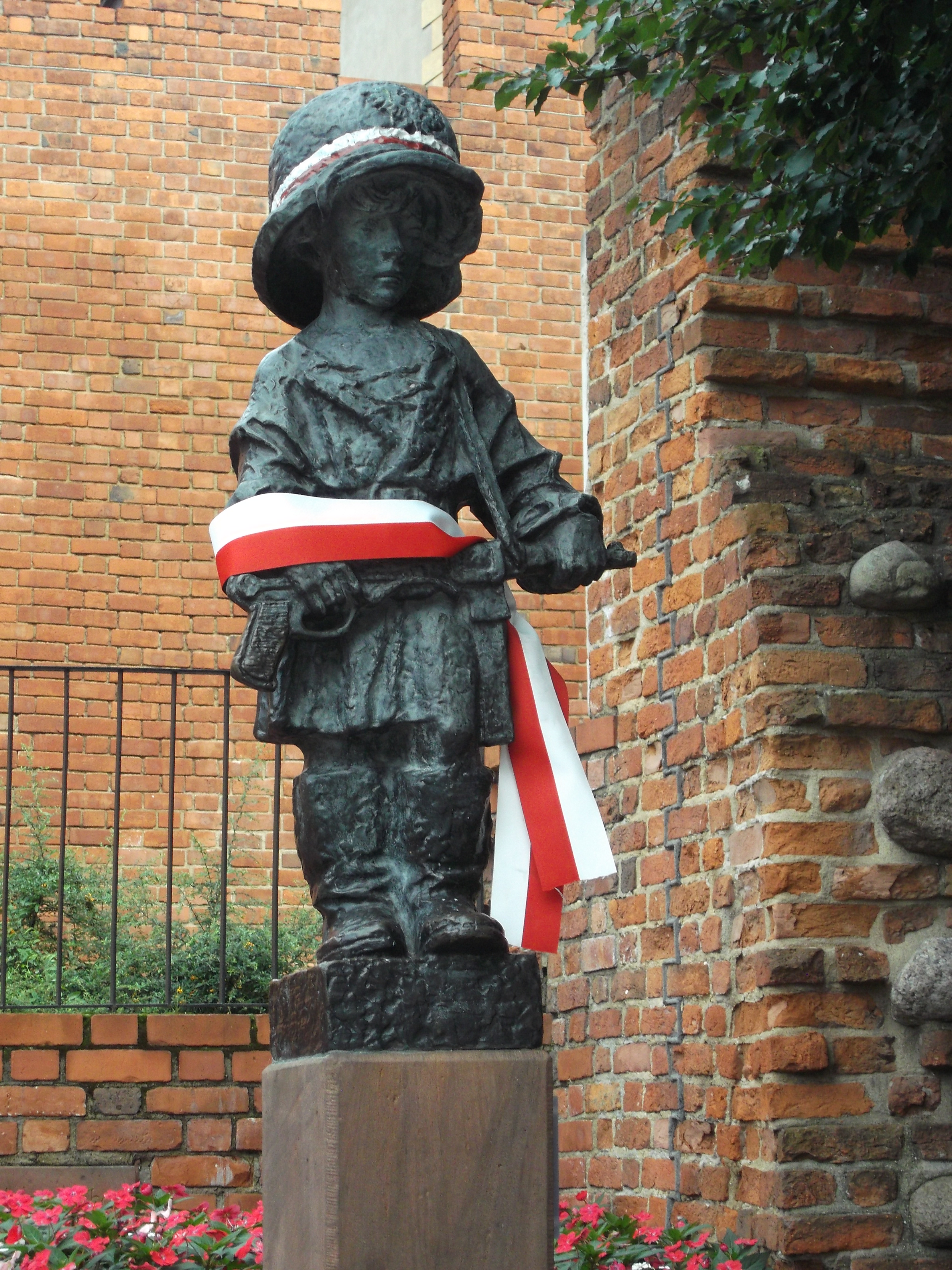
Le monument du petit insurgé commémore tous les enfants soldats qui ont combattu pendant la Seconde Guerre mondiale et les conflits antérieurs.

### Définition
Selon les principes de Paris :
« Un « enfant associé à une force armée ou à un groupe armé » est toute personne âgée de moins de 18 ans qui est ou a été recrutée ou employée par une force ou un groupe armé, quelle que soit la fonction qu’elle y exerce. Il peut s’agir, notamment mais pas exclusivement, d’enfants, filles ou garçons, utilisé comme combattants, cuisiniers, porteurs, messagers, espions ou à des fins sexuelles. Le terme ne désigne pas seulement un enfant qui participe ou a participé directement à des hostilités. »

### Situation auXXIesiècle
En raison du recours très courant aux enfants à des fins militaires dans des secteurs où les conflits armés et l'insécurité interdisent l'accès aux représentants de l'ONU et d'autres tiers, les estimations sur le nombre d'enfants touchés sont imprécises. En 2017, l'ONG Child Soldiers International (en) estime que des dizaines de milliers d'enfants dans le monde, peut-être plus de 100 000, sont enrôlés dans des organisations militaires, d'État ou non.
Les enfants, une fois libérés de l'armée, ont généralement besoin de soutien pour regagner leurs communautés. La réinsertion des enfants soldats (en) constitue un élément clé des processus de paix mais l'accompagnement nécessaire est très onéreux et mobilise des communautés entières.

## Campagne de la main rouge

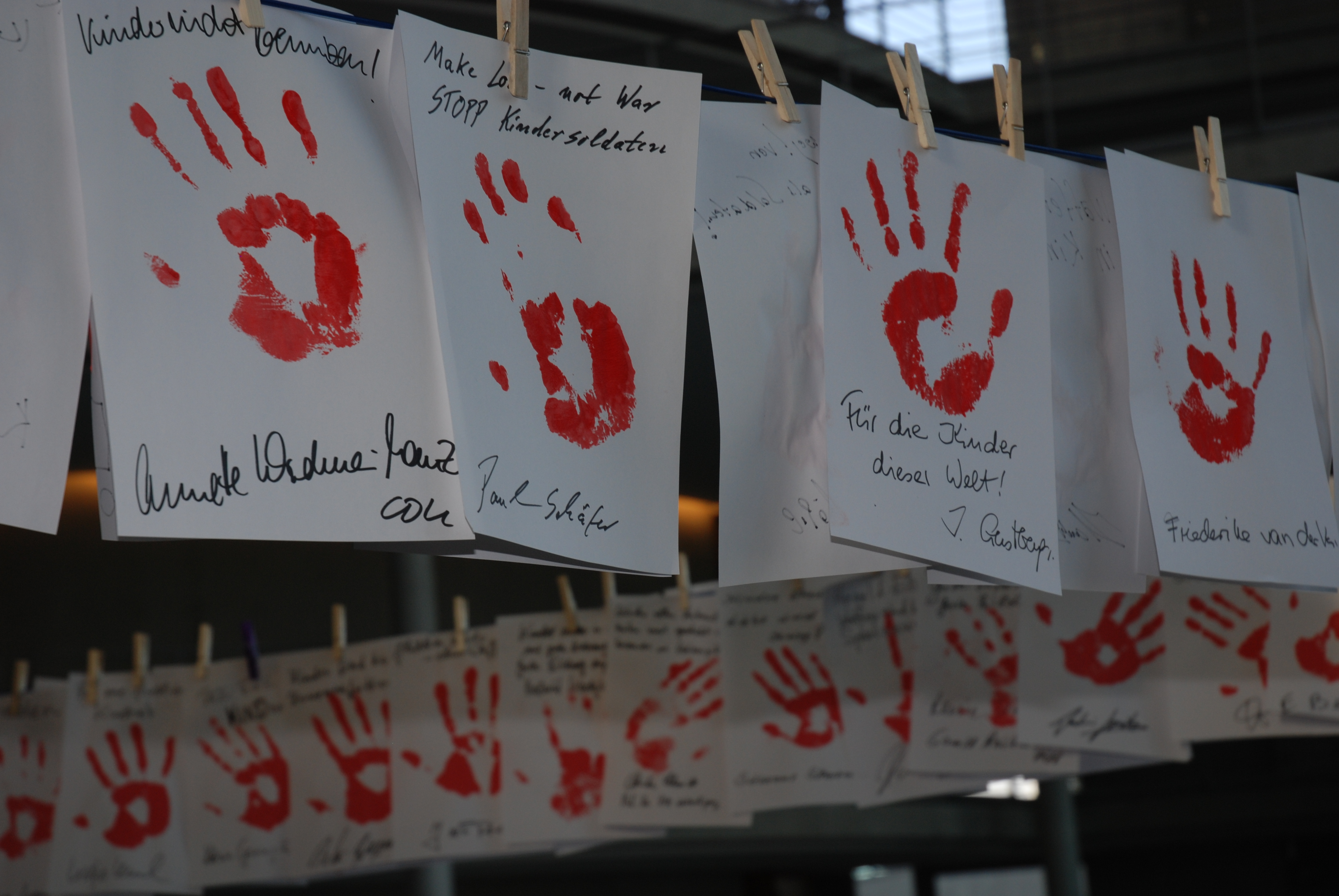
Affichettes de mains rouges signées par des membres et employés du Bundestag en 2012 pour la campagne de la main rouge.

La date du 12 février rappelle l'entrée en vigueur du Protocole facultatif à la Convention relative aux droits de l'enfant concernant l'implication d'enfants dans les conflits armés, que 159 États membres avaient ratifié en 2015.
La campagne de la main rouge est l'occasion de collecter des feuilles par lesquelles des victimes et leurs sympathisants incitent les dirigeants politiques à agir pour mettre fin au recrutement d'enfants soldats. Au fil des ans, d'autres ONG se jointes à cet appel, comme la Croix-Rouge et Human Rights Watch, Terre des hommes.
La journée de la main rouge est relativement peu connue en France.